# تله‌گذاری (فیلم)
تله‌گذاری یا دام‌افکن (به انگلیسی: Entrapment) فیلمی محصول سال ۱۹۹۹ آمریکا به کارگردانی جان امیل است. در این فیلم بازیگرانی همچون شان کانری، کاترین زیتا جونز، ویل پاتون، وینگ ریمز، مائوری چایکین، کوین مک‌نالی و رالف ساکسون ایفای نقش کرده‌اند.

## خلاصه داستان
ویرجینیا جین بیکر (کاترین زیتا جونز) یک بازپرس امور بیمه‌ای و رابرت مک دوگال (شان کانری) یک سارق آثار هنری است. ویرجینیا مأمور رسیدگی به یک پرونده دزدی توسط رابرت و مأمور پیدا کردن رابرت ونقشه‌های او می‌شود اما رابرت با یک پیشنهاد غافلگیرکننده موفق می‌شود تا ویرجینیا را وسوسه کند و او را به قلعه‌ای در اسکاتلند ببرد. آن‌ها پس از سرقت از یک موزه حالا به مالزی می‌روند تا از برج‌های دوقلوی پتروناس یک سرقت انجام دهند و…